# Can’t Take Me Home
Can’t Take Me Home – pierwszy studyjny album amerykańskiej wokalistki Pink. Wydany 4 kwietnia 2000 roku, sprzedał się w ponad trzech milionach egzemplarzy. 

## Lista utworów
1. "Split Personality" (Terence "Tramp-Baby" Abney, Babyface, A. Moore) – 3:58
2. "Hell wit Ya" (Kevin "Shekspere" Briggs, Kandi Burruss, D. Green, Moore) – 2:58
3. "Most Girls" (Babyface, D. Thomas) – 4:58
4. "There You Go" (Briggs, Burruss, Moore) – 3:22
5. "You Make Me Sick" (B. Dimilo, Anthony President, M. Tabb) – 4:07
6. "Let Me Let You Know" (N. Creque, S. Hall, C. Stewart, R. Thicke) – 4:44
7. "Love Is Such a Crazy Thing" (J. Boyd, D. Jones, M. Keith, L. Maxwell, Q. Parker, M. Scandrick, C. Sills) – 5:13
8. "Private Show" (K. Karlin, A. Martin, I. Matias, C. Schack, L. Schack) – 4:14
9. "Can’t Take Me Home" (Steve "Rhythm" Clarke, H. Frasier, Moore) – 3:38
10. "Stop Falling" (W. Baker, Moore, P. Woodruff) – 5:50
11. "Do What U Do" (J. Hollins, E. Lewis, K. Prather, M. Sinclair) – 3:57
12. "Hiccup" (D. Avant, Steve "Rhythm" Clarke, Frasier, Moore) – 3:31
13. "Is It Love" (Steve "Rhythm" Clarke, Frasier, Moore, A. Phillips) – 3:38

Wersja brytyjska
14. "There You Go" (Sovereign Mix) – 6:20
15. "Most Girls" (X-Men Vocal Mix) – 4:51

## Sprzedaż i certyfikaty
| Can’t Take Me Home – sprzedaż i certyfikaty |         |           |             |
| Państwo                                     | Pozycja | Sprzedaż  | Certyfikaty |
| Stany Zjednoczone                           | 26      | 2 400 000 | 2x platyna  |
| Wielka Brytania                             | 13      | 422 000   | 1x platyna  |
| Kanada                                      | 20      | 200 000   | 2x platyna  |
| Australia                                   | 10      | 70 000    | 1x platyna  |